# Josef Nadj
Josef Nadj (in ungherese József Nagy; Kanjiža, 1957) è un danzatore e coreografo ungherese contemporaneo, vive attualmente a Parigi.

## Biografia
A Budapest, frequenta l'Istituto di Belle Arti e l'Università, pratica arti marziali e inizia a seguire corsi di teatro. Nel 1980 si trasferisce a Parigi per seguire i corsi di Marcel Marceau ed Étienne Decroux: qui scopre la danza e i coreografi Mark Tompkins, Catherine Diverres e François Vérret. Nel 1986 fonda la sua compagnia (Théâtre Jel; Jel significa segno in ungherese), che debutta l'anno seguente con Canard Pékinois, successive le opere 7 Peaux de Rhinocéros (1988), La Mort de l'Empereur (1989), Comedia tempio (1990), Les Echelles d'Orphée (1992), Woyzeck (1994) dedicato al lavoro teatrale Woyzeck dello scrittore tedesco Georg Büchner, l'Anatomie du Fauve (1994), Le Cri du Caméléon (1995), i Commentaires d'Habacuc (1996), Le vent dans le sac (1997) e Petit psaume du matin (1999), quest'ultimo per Dominique Mercy, nell'ambito del Vif du sujet al Festival di Avignone. Diventato nel frattempo direttore del Centre Chorégraphique National d'Orléans nel 1999 crea al Théâtre de la Ville di Parigi Les veilleurs, tratto dall'opera di Franz Kafka, e Le temps du repli, trio per due danzatori e un percussionista allestito alla Scène Nationale d'Orléans.
Tra le opere più recenti di Nadj si contano Les philosophes (2001), omaggio a Bruno Schulz presentato al Festival di danza di Cannes, Journal d'un inconnu (2002), alla Biennale di Venezia, Il n'y a plus de firmament (2003), dedicato ad Antonin Artaud, autore molto amato da Nadj, e conseguito dall'incontro col pittore Balthus, Poussière de soleils (2004), ispirata all'opera di Raymond Russel, Last Landscape (2005), in collaborazione con il percussionista Vladimir Tarasov, Paso Doble (2006) in collaborazione con l'artista Miquel Barceló ed Asobu (2006) omaggio al poeta Henri Michaux selezionato per aprire l'edizione 2006 del sessantesimo Festival di Avignone, nel quale è anche condirettore.

## Coreografie
- 1987: Canard pékinois (in italiano: Anatra pechinese)
- 1988: 7 peaux de rhinocéros (in italiano: 7 pelli di rinoceronte)
- 1990: Comedia tempio (in italiano: Tempio della commedia)
- 1989: La Mort de l'empereur (in italiano: La morte dell'imperatore)
- 1992: Les Échelles d'Orphée (in italiano: Le riportate in scala di Orfeo)
- 1994: Woyzeck e L'Anatomie du fauve (in italiano: Woyzeck e L'anatomia del cervo)
- 1995: Le Cri du caméléon (in italiano: Il grido del camaleonte)
- 1996: Les Commentaires d'Habacuc (in italiano: I commenti di Habacuc)
- 1997: Le vent dans le sac (in italiano: Il vento nella borsa)
- 1999: Les Veilleurs e Le Temps du repli (in italiano: I veglianti e Il tempo della piega)
- 2001: Petit psaume du matin e Les Philosophes (in italiano: Piccolo salmo della mattina  e I filosofi)
- 2002: Journal d'un inconnu (in italiano: Giornale di uno sconosciuto)
- 2003: Il n'y a plus de firmament (in italiano: Non c'è più firmamento)
- 2004: Poussière de soleils (in italiano:Polvere di sole)
- 2005: Last Landscape e Paysage après l'orage (in italiano: Ultimo Paesaggio e Paesaggio dopo la tempesta)
- 2006: Asobu e Paso Doble
- 2009 : Entracte in collaborazione musicale con Akosh Szelevényi
- 2010 : Sho-Bo-Gen-Zo in collaborazione musicale di Joëlle Léandre, Akosh Szelevényi, Cécile Loyer
- 2011 : Cherry-Brandy sulla musica originale di Alain Mahé
- 2013 : ATEM, le souffle sulla musica originale di Alain Mahé
- 2014 : Ozoon e Paysage inconnu (in italiano :  Paesaggio sconosciuto )

## Film
- Dernier paysage (Francia, 2006, video, col, 52', in francese) di Josef Nadj, filmato in occasione dell'edizione 2005 del Festival di Avignone.
- Paso doble (Francia, 2006, video, col, 41', senza dialoghi) di Josef Nadj e Miquel Barceló, registrazione della straordinaria performance eseguita dal coreografo e dall'artista al Festival di Avignone (2006)
- Journal d’un inconnu de Szaboles Tolnai (Francia, 2006) di Josef Nadj, film documentario presentato in anteprima al X Premio Europa per il teatro, Teatro Gobetti, Torino

## Poetica teatrale
Josef Nadj mescola teatro fisico e danza creando un universo scenico grottesco e surreale. Il suo linguaggio tragicomico trae spesso spunto dalle azioni quotidiane e grazie ad un abile utilizzo degli elementi scenografici riesce a dare vita ad effetti sorprendenti: un tavolo, una sedia, una giacca possono suggerire un mondo reale e magico allo stesso tempo.
Nell'ambito del Premio Europa, Josef Nadj risponde ad alcune domande di un giornalista, una fra queste: 
(Josef Nadj)

## In Italia
In Italia la compagnia di Josef Nadj si è esibita per la prima volta presso i Teatri di vita di Bologna, nel 1995 con lo spettacolo Woyzeck. In seguito ha partecipato ad alcune fra le più importanti rassegne di danza contemporanea catturando l'attenzione del pubblico e della critica per le sue particolari caratteristiche. Ha vinto nel 1997 a Bolzano Danza il premio come migliore compagnia straniera passata in Italia durante l'intera stagione, mentre nell'ambito del X Premio Europa per il Teatro (2006), a Torino, gli è stato assegnato l'VIII Premio Europa Realtà Teatrali.

## Premio Europa per il Teatro
Nel 2006 viene insignito del Premio Europa Realtà Teatrali, con la seguente motivazione:
Joseph Nadj è oggi una delle figure centrali, fondatrici del lavoro sul dialogo fra le arti. Si trova a suo agio solo quando riesce a riunirle e a farle segretamente comunicare fra di loro, in un legame sempre complesso sia nei confronti del mondo che dello spirito. In lui non c’è niente di gratuito, ma molta ludicità. Joseph Nadj è originario di Kanjiža, in Vojvodina, regione della Serbia in cui vive una grande comunità di origine ungherese, e, come Kantor, anche lui porta in sé il retaggio di un luogo d’origine in cui convivono diversi popoli e lingue. Esperienza che, come sappiamo, può arricchire o tragicamente trasformarsi in conflitto. Nadj si riconosce in questo spazio polimorfo dove, negli ultimi tempi, ama ritornare per lavorare e, a volte, vivere. Non è possibile avvicinarsi alla sua opera senza evocare i suoi luoghi d’origine, infatti il suo primo spettacolo, Canard Pékinois (1987), è fortemente segnato dalla sua esperienza biografica. La formazione di Nadj testimonia della pluralità dei suoi interessi; a Budapest infatti rifiuta di scegliere una specializzazione e si muove fra letteratura e teatro, Belle Arti e arti marziali. In lui, territorio e formazione collaborano alla costituzione di un’identità di artista refrattario a un’unica scelta. Deve essere sempre multiplo. E questa caratteristica viene trasmessa ai suoi indimenticabili spettacoli, dove danza e teatro, ma anche pittura e letteratura, formano insieme un nodo in cui ogni forma d’arte si nutre dell’altra. Non sono distinte, ma unite, e si aiutano l’un l’altra. Nella sua opera Nadj manifesta la propria attrazione per testi e artisti che lo arricchiscono, da Artaud a Balthus o Michaux. Riporta alla luce una memoria sotterranea grazie a figure insolite e a dispositivi scenici complessi. È il primo a rinnovare un’arte desueta come il circo: invita gli amici sulla pista e costruisce un universo proprio dove i corpi e le idee si abbracciano. Nadj sa essere un artista che, senza narcisismo, propone un discorso in prima persona. È presente, spesso anche fisicamente, per testimoniare del legame che intrattiene col mondo, nella sua contraddittoria ricchezza, dato che agisce in quanto artista perennemente all’incrocio. A tutti gli incroci. Si vieta di escludere. Osa non scegliere, in modo da non mutilare niente e salvaguardare l’impurità delle origini. Nadj è allo stesso modo ludico e… arcaico.
In quell'occasione, al Teatro Gobetti di Torino, presentò in anteprima il film documentario Journal d’un inconnu de Szaboles Tolnai, e mise in scena Duo (estratto da Canard Pékinois), interpretato da Peter Gemza e Cynthia Phung Ngoc.